# 鉄鍋燉
鉄鍋燉（てっかとん、中国語: 铁锅炖、ティエグオドゥン）は、中国東北料理・鍋料理の一種。名物料理である。

## 概要
大きな鉄鍋にトウモロコシから作る大餅子（ダービンズ）と呼ばれるパンを焼きつけながら、肉類や野菜を煮込む郷土料理である。
中国東北地方の農村家庭の厨房には、薪をくべて調理を行うかまどがあることが多い。そのかまどに大きな鉄鍋を置き、骨付きの鶏肉、豚肉、羊肉、魚、インゲン、ジャガイモ、キノコ類、トウモロコシなど、家にある食材をなんでも入れて煮込み、鉄鍋を囲んでの家族団らんを楽しむ風習がある。この料理を「鉄鍋燉」と呼んでいる。味付けは塩気が強く濃厚であり、中国東北料理の代表的な味である。
大餅子は鉄鍋の熱でほくほくに温まるが、これ自体に味はなく、鉄鍋燉のスープをつけながら食する。
免疫力の向上、整腸作用、美容、血栓予防の効能があるとされる。

## 日本での展開
中国東北出身者以外への知名度は低く、中国東北でも都市部では食する機会が減っているが、日本でも「ガチ中華」普及の流れから、提供している店は少数ながらある。そのような日本の飲食店では、テーブルに大きな鉄鍋を埋め込んでいる。
大鍋料理であるため、4人前程度からの注文となる。